# Tamsin Greig

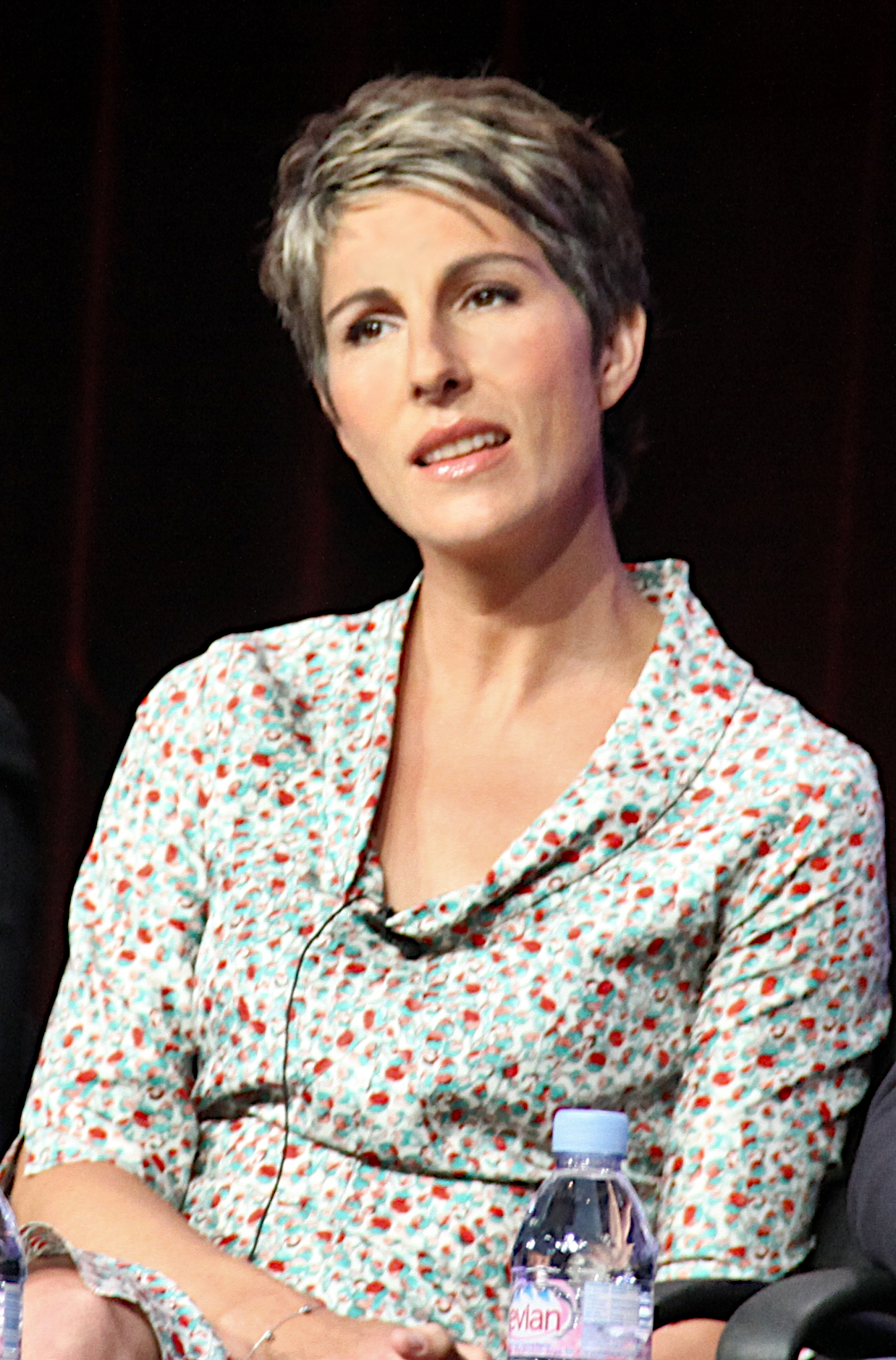
Tamsin Greig (2011)

Tamsin Margaret Mary Greig [tæmzɪn ˈɡrɛɡ] (* 1966 oder 1967 in Kent, England) ist eine britische Schauspielerin.

## Leben
Tamsin Greig wurde 1966 als zweite von drei Töchtern eines Farbchemikers und einer Laiendarstellerin in Kent geboren. Im Alter von drei Jahren zog sie mit ihrer Familie nach Kilburn, einem Stadtteil von London. Dort besuchte sie die Malorees Junior School und die Camden School for Girls, die sie mit A-Levels in Englisch, Französisch und Mathematik abschloss. Danach erwarb sie einen Bachelor of Arts in Drama an der University of Birmingham, die sie von 1985 bis 1989 besuchte. Nach ihrem Studium arbeitete sie bis 1996 an der Family Planning Association.
Greig lebt in Kensal Green. Sie wurde atheistisch erzogen, konvertierte jedoch mit 30 Jahren zum Christentum. Außerdem lebt sie vegetarisch.
Im Mai 1997 heiratete Greig Richard Leaf, den sie am Set von Neverwhere kennengelernt hatte. Das Paar hat drei Kinder.

## Karriere
Rundfunk
Ihre Karriere als Schauspielerin begann sie 1991 in der Radio-Seifenoper The Archers des Radiosenders BBC Radio 4 als Debbie Aldrige. Da sich ihr Arbeitspensum in anderen Bereichen erhöhte, verringerte sie ihre Tätigkeit in The Archers.
Fernsehen
Einen ihrer ersten Fernsehauftritte absolvierte Greig in der Miniserie Neverwhere. Ihre erste größere Rolle hatte sie von 2000 bis 2004 in der Sitcom Black Books als Fran Katzenjammer. Von 2004 bis 2006 verkörperte sie die Rolle der Dr. Caroline Todd in der Serie Green Wing. Die Verkörperung dieser Rolle brachte ihr 2005 einen Royal Television Society Award ein. Im Jahr 2006 war sie auch als Caroline im Film The Secret Policeman’s Ball zu sehen. Von 2005 bis 2008 folgte die Hauptrolle der Alice Chenery in der Serie Love Soup von BBC. 2009 hatte sie eine Rolle in The Diary of Anne Frank inne, bevor sie 2010 im Film Immer Drama um Tamara zu sehen war. 2011 bekam sie die Rolle der Beverly Lincoln in der vom US-amerikanischen Sender Showtime und vom britischen Sender BBC Two produzierten Serie Episodes. Ihre Rolle ist neben der von Matt LeBlanc und Stephen Mangan eine der Hauptcharaktere. Von 2011 bis 2020 war sie auch in Friday Night Dinner zu sehen sowie 2012 in White Heat.

## Filmografie (Auswahl)
- 1994: Blue Heaven (Fernsehserie, Folge 1x02)
- 1996: Neverwhere (Fernsehserie, 3 Folgen)
- 1997–1998: Blind Men (Fernsehserie, 6 Folgen)
- 2000–2004: Black Books (Fernsehserie, 18 Folgen)
- 2004–2006: Green Wing (Fernsehserie, 18 Folgen)
- 2005: Doctor Who (Fernsehserie, Folge 1x07)
- 2005–2008: Love Soup (Fernsehserie, 18 Folgen)
- 2006: The Secret Policeman’s Ball
- 2009: Emma (Fernsehserie, 4 Folgen)
- 2010: Immer Drama um Tamara (Tamara Drewe)
- 2011–2017: Episodes (Fernsehserie, 41 Folgen)
- 2011–2018: Friday Night Dinner (Fernsehserie, 31 Folgen)
- 2012: White Heat (Fernsehserie, 6 Folgen)
- 2013: The Guilty (Miniserie, 3 Folgen)
- 2014: Breaking the Bank
- 2015: Best Exotic Marigold Hotel 2 (The Second Best Marigold Hotel)
- 2019: Official Secrets
- 2019: Elementary (Fernsehserie, Folge 7x01)
- 2019: The Tiger Who Came to Tea
- 2020: Belgravia – Zeit des Schicksals (Belgravia, Fernsehserie, 6 Folgen)
- 2021: Romeo & Juliet (Fernsehfilm)
- 2021: The Amazing Mr Blunden (Fernsehfilm)
- 2023: My Happy Ending
- 2024: Sexy Beast (Fernsehserie)
- 2024: Die frei erfundenen Abenteuer von Dick Turpin (Fernsehserie)
- 2025: Legend Has It